# Pseudotocepheus
Pseudotocepheus är ett släkte av kvalster. Pseudotocepheus ingår i familjen Tetracondylidae.

## Dottertaxa tillPseudotocepheus, i alfabetisk ordning[1]
- Pseudotocepheus amonstruosus
- Pseudotocepheus andinus
- Pseudotocepheus aokii
- Pseudotocepheus asymmetricus
- Pseudotocepheus australis
- Pseudotocepheus bacilliger
- Pseudotocepheus clavigerus
- Pseudotocepheus coarctatus
- Pseudotocepheus contractus
- Pseudotocepheus curtipilus
- Pseudotocepheus curtiseta
- Pseudotocepheus dentatus
- Pseudotocepheus flagellatus
- Pseudotocepheus foveolatus
- Pseudotocepheus geminatus
- Pseudotocepheus gobletus
- Pseudotocepheus granulatus
- Pseudotocepheus hammerae
- Pseudotocepheus hauseri
- Pseudotocepheus lanceolatus
- Pseudotocepheus lienhardi
- Pseudotocepheus medius
- Pseudotocepheus monteithi
- Pseudotocepheus neonominatus
- Pseudotocepheus orientalis
- Pseudotocepheus parallelus
- Pseudotocepheus pauliani
- Pseudotocepheus pauliensis
- Pseudotocepheus promissus
- Pseudotocepheus punctatus
- Pseudotocepheus pygmaeus
- Pseudotocepheus radiatus
- Pseudotocepheus setiger
- Pseudotocepheus sexdentatus
- Pseudotocepheus sexidimorphus
- Pseudotocepheus shauni
- Pseudotocepheus sturmi
- Pseudotocepheus szentivanyorum
- Pseudotocepheus tenuiseta
- Pseudotocepheus tolanaro
- Pseudotocepheus vicarius